# Frank Ntilikina
Frank Bryan Ntilikina (Ixelles, 28 luglio 1998) è un cestista francese.

## Carriera

### NBA
Al Draft NBA 2017 viene selezionato con l'ottava scelta assoluta dai New York Knicks.

## Statistiche

### NBA

#### Regular season
| Anno      | Squadra           | PG  | PT | MP   | TC%  | 3P%  | TL%  | RP  | AP  | PRP | SP  | PP  |
| --------- | ----------------- | --- | -- | ---- | ---- | ---- | ---- | --- | --- | --- | --- | --- |
| 2017-2018 | N.Y. Knicks       | 78  | 9  | 21,9 | 36,4 | 31,8 | 72,1 | 2,3 | 3,2 | 0,8 | 0,2 | 5,9 |
| 2018-2019 | N.Y. Knicks       | 43  | 16 | 21,0 | 33,7 | 28,7 | 76,7 | 2,0 | 2,8 | 0,7 | 0,3 | 5,7 |
| 2019-2020 | N.Y. Knicks       | 57  | 26 | 20,8 | 39,3 | 32,1 | 86,4 | 2,1 | 3,0 | 0,9 | 0,3 | 6,3 |
| 2020-2021 | N.Y. Knicks       | 33  | 4  | 9,8  | 36,7 | 47,9 | 44,4 | 0,9 | 0,6 | 0,5 | 0,1 | 2,7 |
| 2021-2022 | Dallas Mavericks  | 58  | 5  | 11,8 | 39,9 | 34,2 | 96,0 | 1,4 | 1,2 | 0,5 | 0,1 | 4,1 |
| 2022-2023 | Dallas Mavericks  | 47  | 5  | 12,9 | 36,4 | 25,4 | 66,7 | 1,3 | 1,2 | 0,3 | 0,1 | 2,9 |
| 2023-2024 | Charlotte Hornets | 5   | 0  | 8,6  | 11,1 | 12,5 | 100  | 1,2 | 0,8 | 0,0 | 0,0 | 1,0 |
| Carriera  | Carriera          | 321 | 65 | 17,0 | 36,9 | 32,0 | 76,2 | 1,8 | 2,2 | 0,7 | 0,2 | 4,8 |

#### Play-off
| Anno     | Squadra          | PG | PT | MP   | TC%  | 3P%  | TL% | RP  | AP  | PRP | SP  | PP  |
| -------- | ---------------- | -- | -- | ---- | ---- | ---- | --- | --- | --- | --- | --- | --- |
| 2021     | N.Y. Knicks      | 3  | 0  | 1,2  | 0,0  | 0,0  | -   | 0,0 | 0,0 | 0,0 | 0,0 | 0,0 |
| 2022     | Dallas Mavericks | 12 | 0  | 10,4 | 33,3 | 30,0 | 100 | 1,0 | 0,8 | 0,7 | 0,1 | 1,9 |
| Carriera | Carriera         | 15 | 0  | 8,5  | 32,0 | 28,6 | 100 | 0,8 | 0,6 | 0,5 | 0,1 | 1,5 |

#### Massimi in carriera
- Massimo di punti: 20 vs Washington Wizards (10 marzo 2020)[2]
- Massimo di rimbalzi: 7 (3 volte)
- Massimo di assist: 11 vs San Antonio Spurs (28 dicembre 2017)
- Massimo di palle rubate: 6 (2 volte)
- Massimo di stoppate: 3 (2 volte)
- Massimo di minuti giocati: 42 vs San Antonio Spurs (9 aprile 2023)

### Eurolega
| Anno      | Squadra    | PG | PT | MP   | TC%  | 3P%  | TL%  | RP  | AP  | PRP | SP  | PP  |
| --------- | ---------- | -- | -- | ---- | ---- | ---- | ---- | --- | --- | --- | --- | --- |
| 2015-2016 | Strasburgo | 4  | 0  | 5,7  | 28,6 | 0,0  | 50,0 | 0,5 | 0,0 | 0,0 | 0,0 | 1,5 |
| 2024-2025 | Partizan   | 21 | 7  | 19,9 | 45,8 | 37,7 | 92,3 | 1,7 | 2,0 | 0,6 | 0,0 | 7,0 |
| Carriera  | Carriera   | 25 | 7  | 17,6 | 44,8 | 37,1 | 82,4 | 1,5 | 1,7 | 0,5 | 0,0 | 6,1 |

### Eurocup
| Anno      | Squadra    | PG | PT | MP  | TC%  | 3P% | TL% | RP  | AP  | PRP | SP  | PP  |
| --------- | ---------- | -- | -- | --- | ---- | --- | --- | --- | --- | --- | --- | --- |
| 2015-2016 | Strasburgo | 5  | 0  | 3,6 | 25,0 | -   | -   | 0,4 | 0,2 | 0,0 | 0,0 | 0,4 |
| Carriera  | Carriera   | 5  | 0  | 3,6 | 25,0 | -   | -   | 0,4 | 0,2 | 0,0 | 0,0 | 0,4 |

## Palmarès

### Squadra
- Campionato serbo: 1

Partizan: 2024-25
- Match des Champions: 1

Strasburgo: 2015
- Lega Adriatica: 1

Partizan: 2024-25

### Nazionale
- Europei Under-16: 1

 Lettonia 2014
- Europei Under-18: 1

 Turchia 2016
- Mondiali: 1

 Cina 2019
- Olimpiadi

 Tokyo 2020

### Individuale
- Miglior giovane Pro-A: 2

2015-2016, 2016-2017
- MVP FIBA EuroBasket Under-18: 1

2016